# Enrique Thompson

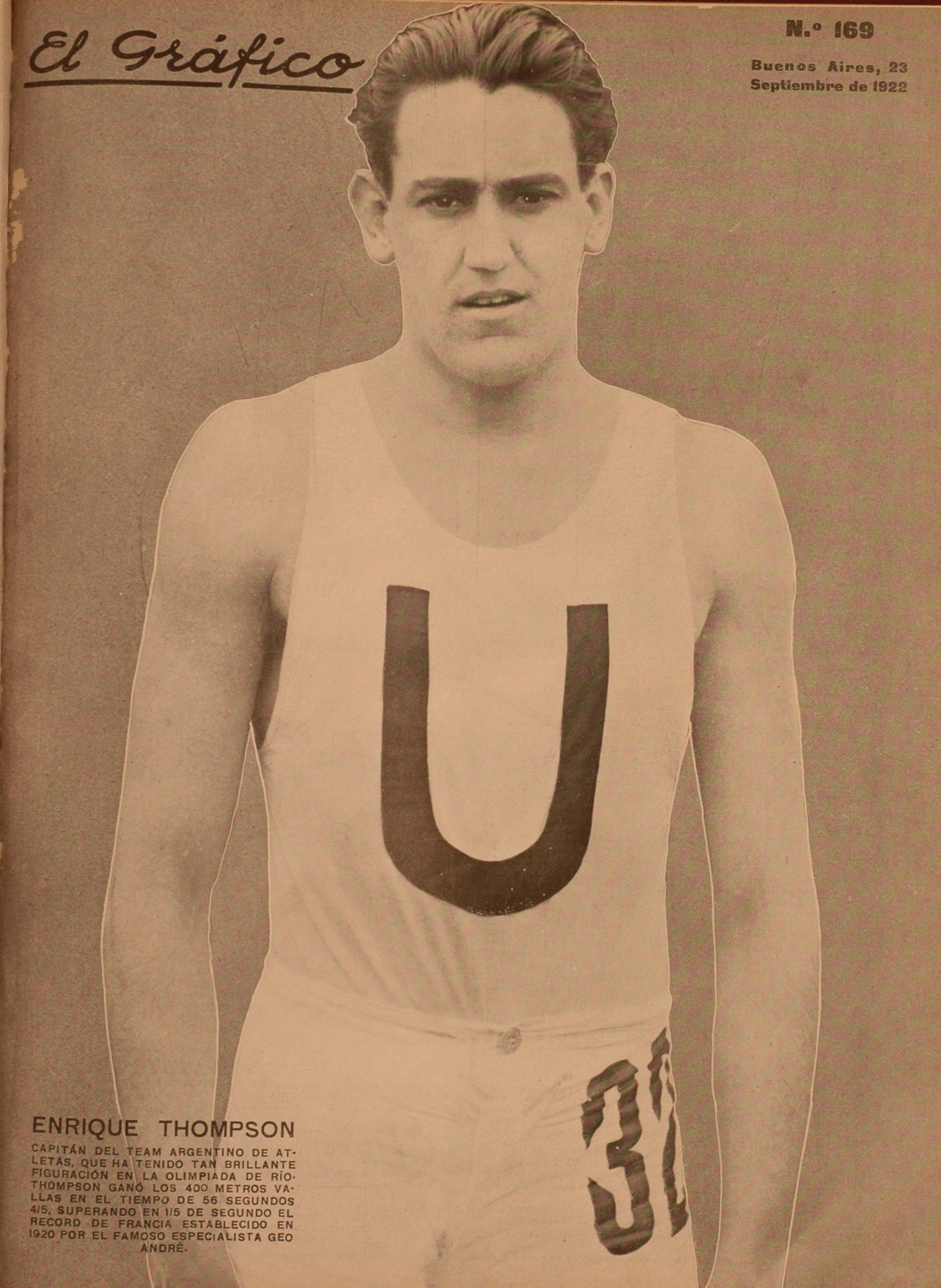
Enrique Thompson en 1922.

Enrique Thompson (Villa Hernandarias, Provincia de Entre Ríos, 15 de diciembre de 1897 - 22 de diciembre de 1928) fue un decatleta argentino que compitió en los Juegos Olímpicos de París 1924. 

## Biografía

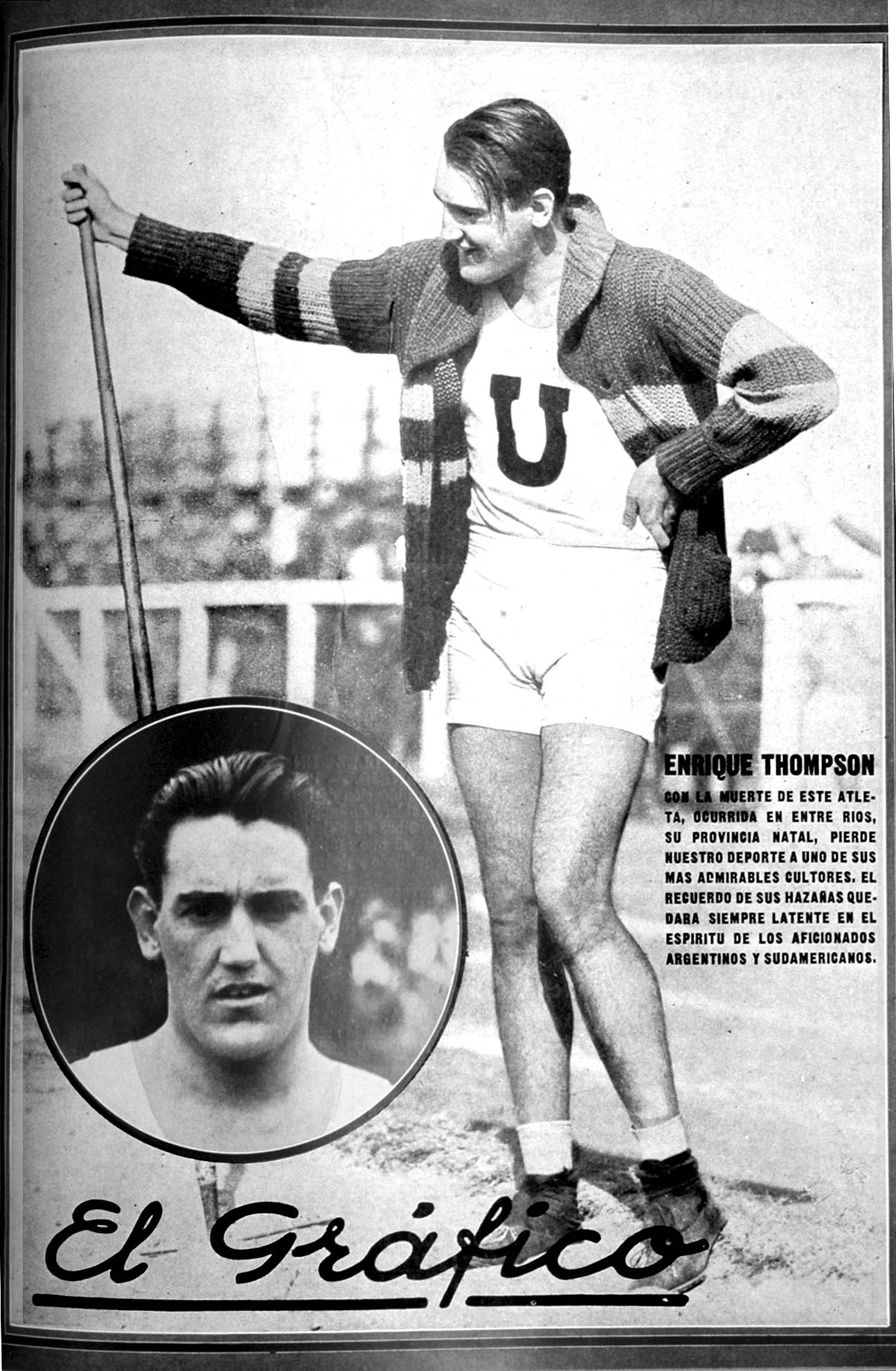
Enrique Thompson en 1928.

Enrique fue Hijo del inglés John Thompson y de la argentina Fanny Otilia Schaffter (quien era hija de suizos), sexto de ocho hermanos y nieto de Martín Schaffter, fundador de Villa Hernandarias, junto a sus hermanos constituyó un verdadero clan deportivo familiar. Tres de sus hermanos también fueron destacados deportistas: Federico, más conocido como "Freddy" era nadador, imbatible en carreras en el río, había logrado salvar más de doscientas personas que se encontraban a punto de morir ahogadas, Arturo, también nadador, ganador de numerosos premios en torneos realizados en su localidad natal y en Buenos Aires y José, futbolista, radicado en la ciudad de La Plata.
Realizó sus estudios primarios en Villa Hernandarias, trasladándose posteriormente a Paraná para continuar con sus estudios secundarios donde integró el plantel de primera división del Club Atlético Estudiantes de Paraná.
En 1916 se trasladó a la Capital Federal, residiendo en la avenida Independencia, para poder continuar con sus estudios y en donde pasó a integrar el plantel del Club Universitario y comenzó a practicar otros deportes como carrera, carrera con vallas, lanzamiento de jabalina, lanzamiento de disco, lanzamiento de bala, salto con garrocha, remo, waterpolo y decatlón. Allí pasó a integrar el plantel del Club Universitario.
En 1917 el Club de Natación de Paraná, envió por primera vez una delegación a una competencia en el Club Argentino de Natación, siendo Enrique Thompson uno de los elegidos y el ganador de la carrera de 120 m; en 1minuto, 34 Segundos y 4 quintos.
Enrique fue campeón argentino y sudamericano en Brasil y Chile en pruebas de atletismo, obteniendo como resultados de esos torneos medalla de oro en 800 metros (1920) y en decatlón (1924) y medalla de plata en los 400 metros con vallas (1924). Además, también ganó dos medallas de atletismo en el campeonato Sudamericano en 1922, obteniendo la medalla de oro en los 400 metros con vallas y la de plata en pentatlón, siendo éstos logros los que lo catapultaron a integrar la selección de atletas argentinos para los Juegos Olímpicos de París 1924. Enrique fue el abanderado de la delegación nacional en la ceremonia de apertura en esa olimpíada y el primer abanderado de la primera participación olímpica argentina organizada. Obtuvo un buen rendimiento en los Juegos Olímpicos y fue un destacado deportista de la década del '20.
Durante los Juegos Olímpicos, “Quique” participó en dos pruebas: en los 400 metros con vallas y en decatlón. En los 400 metros con vallas fue eliminado en primera ronda, tomando el tercer lugar en su tiempo de carrera de calificación con un tiempo de 57,0 segundos y en decatlón se clasificó en la 13° posición.
Después de las olimpíadas, cuando regresó a su país, Enrique se instaló en San Miguel de Tucumán, donde se casó con Tyne Hill Terán el 12 de mayo de 1928, quien en ese entonces tenía 23 años, sin embargo, el deportista contrae tifus y decide regresar a Villa Hernandarias en lugar de radicarse en Buenos Aires donde hubiera tenido una mejor atención a su afección. Llegó en junio, y a pesar de su delicado estado de salud se propuso fundar un club deportivo, por esta razón invita y motiva a sus amigos a la gran empresa de organizar una institución deportiva; en ésta lo acompañan hombres reconocidos en la historia del Club Atlético Hernandarias. La cita fue en el Club Social un 19 de julio de 1928 donde fue elegido por unanimidad Presidente del club (del cual fue también fundador del club como así también del equipo de básquetbol del Club Quique de Paraná).
Falleció el 22 de diciembre de 1928 en su localidad natal a los 31 años, siendo Presidente del Club Atlético Hernandarias. Por decisión de su esposa, sus restos fueron llevados a la ciudad de San Miguel de Tucumán.
En toda su carrera deportiva “Quique” obtuvo un total de 82 trofeos; 52 de primera ubicación; 18 de segunda y 12 en tercera ubicación, todas en diferentes disciplinas. Su marcas personal en los 400 metros con vallas fue de 56,0 seg (1925) y en decatlón de 5.458 puntos (1924).
El principal balneario de Paraná lleva su nombre.